# 其他落後階層
其他落後階層 (英語：Other Backward Class，也可譯為其他落後種性，簡稱為OBC) 是印度政府用來劃分"教育上或社會上落後"（即處於劣勢）社群的一個分類。OBC通常指屬於首陀羅的低種姓、脫離印度教改信奉其他宗教的人或從事犯罪行為為生的遊牧民族與部落，而在印度的種姓制度中居最底層的達利特（舊稱賤民）階層，官方則另行將其劃分為「表列種姓」類別。OBC是印度官方人口分類中的一種，其餘還有"一般種姓 (general castes)"、"表列種姓 (Scheduled Castes, SCs) "和"表列部落 (Scheduled Tribes, STs)" 等類別。該國曼達爾委員會於1980年提出的報告指出OBC佔全國人口的52%。而國家抽樣調查組織 (National Sample Survey Organisation) 在2006年進行調查時，認為此一比例為41%。關於印度OBC的確切人數存有大量爭議，大眾普遍認為其數量相當可觀，部分人士推斷由於政府對制度推廣不彰，目標人群未能充分埋解其權利，故實際上OBC的人數會高過曼達爾委員會或國家抽樣調查組織提出的數據。
在印度憲法中，OBCs被描述為社會和教育上的落後階層 (SEBC)，印度政府被責成需確保這類族群的社會和教育發展 - 例如OBCs在公共部門就業和高等教育中享有27%的保留名額。印度社會正義和賦權部維護的OBC的種性及社群名單是動態的，會根據社會、教育和經濟因素而增減。負責相關事務的中央政府官員Jitendra Singh在對人民院（印度議會的下議院） 提問的答覆中指出截至2016年1月，OBCs在中央政府服務中的比例為21.57%，此趨勢自1993年9月以來一直呈現上升狀態。同樣地，印度於2015年在教育機構中針對OBC學生的保留政策撥款，存在使用不當或未充分利用的情況，包括基礎設施升級項目資金被挪用或是閒置，以及違反49%保留政策規定的OBC教職員工招聘比例。
落後階層的事務在1985年之前由都由內政部下的落後階層部門負責。印度政府於1985年成立一個單獨的福利部（Ministry of Welfare），此部於1998年更名為印度社會正義和賦權部專門處理與表列種姓和表列部落，及OBCs相關的事務。該部的落後階層司負責制定、規劃和執行有關OBCs社會與經濟賦權的政策和計畫，以及處理兩個為OBCs福利而設立機構的相關事務：國家落後階層金融與發展公司和國家落後階層委員會（NCBC）。

## 政府義務
根據印度憲法第340條，政府必須促進OBCs的福祉。
總統可下達命令，指派一個由其認為合適的人組成的委員會，以調查印度境內社會及教育落後階層的狀況，以及他們所面臨的困境。委員會的職責是提出建議，說明聯邦或任何邦應採取哪些措施來消除這些困境、改善他們的狀況，以及應撥付的補助金。任命該委員會的命令將明確規定委員會應遵循的程序。… 如此指派的委員會應調查交付給他們的相關事項，並向總統提交報告，其中應載明他們所發現的事實，並提出他們認為適當的建議。——印度憲法第340條。
印度最高法院於1992年所做的一項判決，要求公務員職位中必須有27%保留給OBCs成員。聯邦部長Jitendra Singh在對人民院提出的答覆中提出截至2016年1月，印度中央政府職位中OBCs的比例為21.57%。

## 社會經濟地位
根據曼達爾委員會的報告，在其保留政策建議被實施之前，被歸類為OBCs的各個種姓和社群之間就存在巨大的差異。雖然OBCs中的大部分群體極度落後，但也有一部分擁有大量土地，並僱傭表列種姓作為農業勞工。在推動曼達爾委員會報告的實施過程中，表列種姓曾支持OBCs。但弔詭的是，在印度最高法院指示這些建議真正實施之後，OBCs內部某些群體和SCs之間的關係反而變得更加緊張。
在印度北部的一些邦，被稱為"上層OBC"的亞達夫人、柯米人和克里人等種性社群，由於擁有大量土地而生活富裕。印度獨立後廢除扎明達爾制度，讓這些社群的許多成員晉升為地主。隨著印度綠色革命推行，這類種性擁有的土地和經濟繁榮程度進一步提升，他們也接受教育，並積極參與政府工作。此外，當北印度針對曼達爾委員會措施的抗議平息後，前述上層OBC領導人在印度北部大多數邦取得政治權力，人數超越既有的高種姓立法者。使得北印度許多邦都組成由OBC領導的政府。這些OBC群體也進一步聲稱擁有更高的儀式地位，這種現象被稱為梵化（一種過程，其中屬於某些種姓和部落群體的個人或社群，藉由採納主導高種姓的文化、價值觀、生活方式和儀式習俗，以期在印度的種姓制度層級結構中，實現向上社會流動並提升社會地位。）。
然而在印度北部的一些邦，例如比哈爾邦，這種OBCs的整合卻讓許多其他OBC社群未能參與發展進程。政治和經濟上的繁榮被具主導性的OBC，如克里人、柯米人和亞達夫人等所壟斷。此情況在1995年之後該邦政治集團的形成中得到印證，當時每個集團都由這三個種姓主導。
在被稱為"上層OBC"的這一部份中，教育程度和政治動員方面也存在差異。雖然亞達夫人在政治成就上是最大的受益者，但他們在政治上的進展並未提升其在種姓等級中的地位，他們之間的教育普及程度也較教育程度更進步的柯米人、克里人和巴尼亞人等社群為低。由於亞達夫人與畜牧業相關聯，與其他上層OBC的自耕農不同，這個種性會頻繁闖入地主的田地，並長期與地主抗爭，而對他們的生存構成一項挑戰。在北印度不同的邦，為社會經濟提升而動員OBCs的速度和方式並不相同。像拉賈斯坦邦和中央邦等也擁有大量的落後種姓人口，然而，這些邦並未發生像比哈爾邦那樣的社會經濟崛起流動。許多觀察家指出在比哈爾邦的上層OBCs，即克里人、柯米人和亞達夫人在政治層面上的崛起，與土地改革和農民運動同步進行而受益。這些運動不僅改變他們的政治地位，也改變他們的社會經濟面貌。然而就中央邦而言，印度人民黨和印度國民大會黨等全國性政黨，卻以一種阻止任何社會政治運動發生的方式，將落後階層安置在該邦的政治結構中。

## 人口統計

### 卡萊爾卡委員會
第一屆落後階層委員會 (Backward Classes Commission) 於1953年1月29日根據總統命令成立，由Kaka Kalelkar (卡卡·卡萊爾卡) 擔任主席（俗稱卡萊爾卡委員會），並於1955年3月30日提交報告。該委員會編制一份包含2,399個落後種姓（或社群）的名單，其中有837個被歸類為"最落後"。卡萊爾卡委員會所提建議中最值得注意的有：
1. 於1961年人口普查中進行按種姓劃分的人口統計、
2. 將一個階層的社會的落後歸因於其在印度社會傳統種姓等級制度中的低下地位、
3. 將所有女性作為一個階層，視其為"落後"、
4. 為符合資格的落後階層學生，在所有技術和專業機構中保留70%的名額。
5. 為其他落後階層在所有政府服務和地方機構中保留職位空缺。

委員會在其最終報告中建議將"種姓當作一種標準"來判定落後程度。然而，這份報告並未被印度政府採納，政府擔心被委員會排除在外的落後階層可能未被考慮到，且那些最需要幫助的人將被眾多人淹沒，而得不到足夠的關注。

### 曼達爾委員會

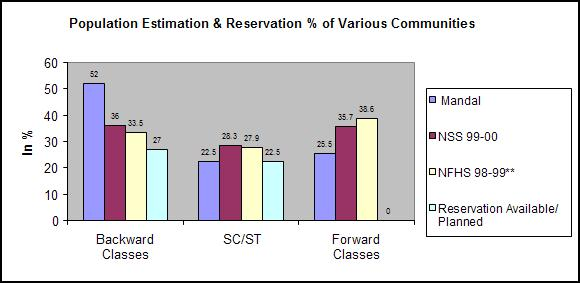
印度衛生與家庭福利部進行的全國家庭健康調查（NFHS Survey）僅估計印度教OBC的人口。總體的OBC人口是透過假設穆斯林和其他群體中落後階層的比例，與印度教OBC人口比例相同的方式推導而來。

成立第二個落後階層委員會的決定於1979年1月1日由總統正式公佈。此委員會俗稱曼達爾委員會，主席為B. P.曼達爾。委員會於1980年12月提交一份報告，指出OBCs的人口，包括印度教徒和非印度教徒，約佔總人口的52%。在委員會1979–80財政年度最初提供的名單中，落後種姓和社群的數量為3,743個。根據國家落後階層委員會的數據，中央OBC名單上的落後種姓數量於2006年已增加到5,013個（不含大多數聯邦屬地的數字）。曼達爾委員會制定11項指標（或標準）來識別OBCs，其中四項是經濟指標。
國家抽樣調查將OBCs的人數在總人口中的佔比定為41%。關於印度OBCs的確切數量存在大量爭議，因為人口普查數據受到黨派政治的影響。一般估計其數量相當可觀，高於曼達爾委員會或國家抽樣調查所引用的數字。
由於法律限制，即保留總量不應超過50%，因而建議中的保留名額佔比為27%。但已引入保留名額超過27%的邦將不受此建議影響。委員會提出以下針對OBCs的整體保留方案：
1. 經公開競爭，依成績錄取的OBC候選者，不應計入其27%的保留配額中。
2. 上述保留應同樣適用於各級職位的晉升配額。
3. 未補滿的保留配額應結轉三年，之後再解除保留。
4. 直接招募的最高年齡限制應對OBC候選者放寬，且與對表列種姓和表列部落候選者的方式相同。
5. 有關當局應針對各類職位採用名冊制度，與目前對表列種姓和表列部落候選者所採取的做法相同。

這些建議適用於中央和地方政府下屬的所有公共部門事業單位以及國有銀行的招聘。所有曾以某種形式獲得政府財政援助的私營部門事業單位，也應有義務依據上述原則招聘人員。所有大學和附屬學院也應納入上述保留方案。教育被認為是帶來理想社會變革的重要因素，但"教育改革"並不屬於此委員會的職權範圍內。委員會為提高識字率，提出以下措施：
1. 在OBC人口高度集中的特定區域，應啟動一個有時限的密集成人教育計畫。
2. 應在這些地區為落後階層學生設立寄宿學校，以提供有利於認真學習的環境。這些學校的所有設施，包括膳宿，應免費提供，以吸引來自貧困和落後階層家庭的學生。
3. 必須為OBC學生提供具有上述設施的獨立宿舍。
4. 職業培訓被認為是勢在必行。
5. 建議在中央政府和邦政府經營的所有科學、技術和專業機構中，為OBC學生保留名額。保留的數量應與政府機構中的相同，即27%。

| 邦及聯邦屬地              | 2011年普查時人口 | 大致OBC人口數 | OBC人口的佔比 | 中央OBC名單中的社區數量 (迄2018年8月) |
| ------------------------- | ---------------- | ------------- | ------------- | ------------------------------------- |
| 安達曼-尼科巴群島         | 380,581          | 69,000        | 18.1%         | 5                                     |
| 安德拉邦 (含泰倫加納邦)   | 84,580,777       | 42,629,000    | 50.4%         | 190                                   |
| 阿魯納查邦                | 1,383,727        | 39,000        | 2.8%          | 0                                     |
| 阿薩姆邦                  | 31,205,576       | 7,895,000     | 25.3%         | 28                                    |
| 比哈爾邦                  | 104,099,452      | 65,166,000    | 62.6%         | 132                                   |
| 昌迪加爾                  | 1,055,450        | 234,000       | 22.2%         | 60                                    |
| 恰蒂斯加爾邦              | 25,545,198       | 11,623,000    | 45.5%         | 67                                    |
| 達德拉-納加爾哈維利       | 343,709          | 15,000        | 4.4%          | 10                                    |
| 達曼-第烏                 | 243,247          | 92,000        | 37.8%         | 44                                    |
| 果阿邦                    | 1,458,545        | 261,000       | 17.9%         | 17                                    |
| 古吉拉特邦                | 60,439,692       | 24,297,000    | 40.2%         | 105                                   |
| 哈里亞納邦                | 25,351,462       | 7,174,000     | 28.3%         | 73                                    |
| 喜馬偕爾邦                | 6,864,602        | 1,174,000     | 17.1%         | 52                                    |
| 查謨和喀什米爾 (聯邦屬地) | 12,541,302       | 1,430,000     | 11.4%         | 23                                    |
| 賈坎德邦                  | 32,988,134       | 15,438,000    | 46.8%         | 134                                   |
| 卡納塔卡邦                | 61,095,297       | 33,908,000    | 55.5%         | 199                                   |
| 喀拉拉邦                  | 33,406,061       | 21,814,000    | 65.3%         | 83                                    |
| 拉克沙群島                | 64,473           | 450           | 0.7%          | 0                                     |
| 中央邦                    | 72,626,809       | 30,140,000    | 41.5%         | 68                                    |
| 馬哈拉什特拉邦            | 112,374,333      | 37,983,000    | 33.8%         | 256                                   |
| 曼尼普爾邦                | 2,855,794        | 1,505,000     | 52.7%         | 4                                     |
| 梅加拉亞邦                | 2,966,889        | 36,000        | 1.2%          | 0                                     |
| 米佐拉姆邦                | 1,097,206        | 18,000        | 1.6%          | 0                                     |
| 納加蘭邦                  | 1,978,502        | 4,000         | 0.2%          | 0                                     |
| 德里國家首都轄區          | 16,787,941       | 3,274,000     | 19.5%         | 56                                    |
| 奧里薩邦                  | 41,974,218       | 13,935,000    | 33.2%         | 197                                   |
| 朋迪治理                  | 1,247,953        | 962,000       | 77.1%         | 58                                    |
| 旁遮普邦                  | 27,743,338       | 4,467,000     | 16.1%         | 65                                    |
| 拉賈斯坦邦                | 68,548,437       | 32,423,000    | 47.3%         | 69                                    |
| 錫金邦                    | 610,577          | 309,000       | 50.6%         | 8                                     |
| 坦米爾那都邦              | 72,147,030       | 54,904,000    | 76.1%         | 182                                   |
| 特里普拉邦                | 3,673,917        | 603,000       | 16.4%         | 42                                    |
| 北方邦                    | 199,812,341      | 108,898,000   | 54.5%         | 76                                    |
| 北阿坎德邦                | 10,086,292       | 1,846,000     | 18.3%         | 78                                    |
| 西孟加拉邦                | 91,276,115       | 7,941,000     | 8.7%          | 98                                    |
| 印度整體                  | 1,210,854,977    | 532,776,000   | 44%           | 2,479                                 |

### 子類別劃分
印度總統拉姆·納特·柯文德於2017年10月根據印度憲法第340條，通知成立一個由德里高等法院前首席法官G. Rohini領導的五人委員會，以探討OBC子類別劃分的想法。國家落後階層委員會曾在2011年提出此建議，一個常設委員會也曾重複提出此要求。該委員會有三項任務：
1. 審查中央OBC名單中各個種姓和社群之間"保留福利分配不均的程度"。
2. 制定實際子類別劃分的機制、標準和參數。實際的OBC保留配額將繼續維持在27%，委員會必須在此範圍內進行重新安排。
3. 消除中央OBC名單中的任何重複項目，讓其有序化。

委員會必須在成立後的12週內提交報告。在北方邦，較低階的OBCs約佔人口的35%。OBC子類別劃分已在11個邦實施，包括西孟加拉邦、泰米爾納德邦、馬哈拉什特拉邦、安德拉邦、泰倫加納邦、卡納塔卡邦、賈坎德邦、比哈爾邦、查謨和喀什米爾地區及哈里亞納邦，以及朋迪治里。此委員會的任期已延長至2019年5月31日。報告指出97%的OBC保留名額主要受益者有亞達夫人、柯米人、賈特人（拉賈斯坦邦的賈特人（巴拉特普爾和托爾布爾的賈特人除外）位列中央OBC名單中）、塞尼人、Thevar人、伊扎瓦人和Vokkaliga人等種姓。羅希尼委員會 (Rohini Commission) 在經歷13次延期後，於2023年7月31日向總統德拉帕迪·慕爾穆提交報告。這份報告長達1,000多頁，分為兩部分：第一部分處理OBC配額應如何分配，第二部分是印度全國所有2,633個OBC種姓的更新名單。

## 法律糾紛

### 奶油層與Indra Sawhney訴印度聯邦案
"奶油層"（指的是落後階層中那些在社會、經濟和教育方面已經非常進步的成員。他們可被視為此特定落後階層中的"先進部分"，其發展程度與其他優勢階層 (優勢種性) 的成員不相上下,這個名詞最早由Krishna Iyer法官在1975年的"State of Kerala訴NM Thomas"案中提出。他在該案中觀察到："我認為保留制度的危險有三方面。其好處大多被"落後"種姓（或階層）中的頂層奶油層攫取，而讓弱者中的最弱者始終處於弱勢，而讓幸運的階層獨享整個好處。"
於1992年的"Indra Sawhney & Others訴Union of India"判決，確立邦政府權力的限制：它維持50%配額的上限，強調"社會落後 (social backwardness)"的概念，並規定11項指標來確定落後程度。九位法官組成的合議庭判決也確立質性排除的概念，例如"奶油層"。"奶油層" 僅適用於OBCs，不適用於像表列種姓或表列部落等其他群體。"奶油層" 的標準於1993年設定為10萬印度盧比，並在2004年修訂為25萬盧比，2008年為45萬盧比，2013年則提高到60萬盧比。國家落後階層委員會與2015年10月提議，年家庭收入達150萬盧比的OBC成員應被視為"奶油層"的最低上限 。NCBC也建議將OBCs細分為"落後（backward）" 、"更為落後（more backward）" 和"極度落後（extremely backward）"等區塊，並按其人口比例來分配27%的配額，以確保較優勢的OBCs不會獨佔配額福利。全國民主聯盟政府於2017年8月宣佈，OBC類別中適用就業保留的奶油層上限已從每年60萬盧比提高到80萬盧比。

### 最高法院暫緩執行措施
印度最高法院於2007年3月29日採取一項臨時措施，中止在IITs (印度理工學院) 和IIMs (印度管理研究所) 等教育機構中，為"其他落後種姓"提供27%保留名額的法律。這是對公共利益訴訟 - "Ashoka Kumar Thakur訴印度聯邦案"的回應。法院認為1931年的人口普查不能作為確定OBCs以提供保留名額的決定性因素。法院還指出："保留不能是永久性，否則似乎將讓落後狀態永久化"。

### 最高法院裁決
印度最高法院於2008年4月10日維持政府在政府資助機構中為OBC提供27%名額的政策。最高法院明確重申其先前立場，即被認定為"奶油層"這一部分的人，應被政府資助機構和私立機構排除在保留政策範圍之外。這項裁決在支持與反對的各方之間產生不同的反應。
最高法院建議幾個衡量標準來識別構成"奶油層"的人口比例，包括以下幾點：
- 子女若符合以下條件，應被視為屬於"奶油層 "，並排除在保留配額之外：家庭年收入超過25萬盧比（自2008年10月起為45萬盧比，現為80萬盧比）。
- 醫生、工程師、特許會計師、演員、顧問、媒體專業人員、作家、官僚、上校或同等及以上軍階的國防軍官、高等法院和最高法院法官，以及所有中央和邦政府A級和B級官員的子女應被排除在外。
- 法院也已要求將印度國會和邦議會議員的子女排除在外。

### 最高法院對Ashoka Kumar Thakur訴印度聯邦案的結論
1. 2006年的《憲法（第九十三次修正案）》在涉及邦立機構和受補助教育機構方面，並未違反憲法的"基本結構"。至於該修正案在"私立非受補助"教育機構方面的合憲性問題，則留待適當案件中決定。
2. "奶油層"原則是識別落後階層的其中一個參數。因此原則上"奶油層"不能適用於表列部落 和表列種姓，因為前兩者本身就是獨立的階層。
3. 最好能每十年進行一次審查，以考量情況是否有變化。
4. 大學畢業（非技術性大學畢業）或專業課程被視為在教育上屬於先進。
5. 奶油層"的排除原則適用於OBCs。
6. 中央政府應審查為OBC候選人設定錄取分數線的必要性，以平衡保留政策與其他社會利益，並維持卓越標準。這將確保品質和擇優原則不受影響。如果採用此類規範後仍有空缺席位，則應由一般類別的候選人填補。
7. 關於落後階層的認定，印度聯邦應發佈通知。這只能在排除"奶油層"之後進行，為此中央政府必須從各邦政府和聯邦屬地獲取必要的數據。此類通知可因錯誤排除或納入而受到挑戰。規範的制定必須考慮到不同邦和聯邦屬地的特殊性。必須對OBCs進行適當的識別。為識別落後階層，根據本最高法院在"Indra Sawhney 1"案中指示成立的委員會，必須更有效運作，而不僅是決定納入或排除種姓的申請。
8. 國會應訂定一個期限，屆時免費義務教育將普及到每個孩童。這必須在六個月內完成，因為免費義務教育權或許是所有基本權利（憲法第21條A款）中最重要的。當沒教育時，行使其他基本權利將變得極其困難。
9. 如果中央政府收到資料，顯示某個機構應被納入《2006 年中央教育機構（入學保留）法》（2007 年第5號法案）的附表（即排除保留名額的機構），那麼中央政府必須根據這些資料並審查相關問題，做出適當的決定，判斷該機構是否應依該法案第4條規定被列入附表。
10. 法院裁定，社會及教育落後階層 (SEBCs) 的認定並非僅基於種姓，因此SEBCs的識別不違反憲法第15條第1款。

### 最高法院廢除賈特人在中央OBC名單中的保留資格
印度最高法院於2015年3月廢除賈特人的保留資格，稱根據NCBC的意見，賈特人在社會和經濟上並不落後。最高法院的判決，以賈特人已在9個邦獲得OBC地位為由，推翻原先將其納入中央OBC名單的提議。最高法院於2015年7月21日駁回中央政府要求重新審查其廢除賈特人的OBC保留資格判決的請求。

## 中央OBC名單
OBCs名單由NCBC和各邦自己維護。中央名單不一定會包含邦的名單，兩者可能存在顯著差異。一個在NCBC中央名單中被認定為全國性OBC的社群，可能僅在特定邦或特定邦內有限的區域內被如此認定。偶爾也會有其內部的一些部分被如此分類。截至2023年，馬哈拉什特拉邦在中央OBC名單中列出的OBC種姓數量最多，其次是奧里薩邦、卡納塔卡邦和坦米爾那都邦。
| 邦/聯邦屬地    | 名列中央維護的OBC數目 |
| -------------- | --------------------- |
| 馬哈拉什特拉邦 | 261                   |
| 奧里薩幫       | 200                   |
| 卡納塔卡邦     | 199                   |
| 坦米爾那都邦   | 181                   |
| 比哈爾邦       | 136                   |
| 西孟加拉邦     | 98                    |
| 北方邦         | 76                    |
| 印度整體       | 2633                  |

### 基督徒
卡納塔卡邦政府已發佈通知，將OBC保留福利給予羅馬天主教婆羅門、庫魯巴基督徒、馬迪加基督徒、阿卡薩利基督徒、蘇德里基督徒 (Sudri Christian)、改信基督教的表列種姓、塞蒂巴利賈基督徒、內卡拉基督徒 (Nekara Christian)、帕拉瓦爾基督徒和班賈拉基督徒。
喀拉拉邦政府將OBC保留福利給予馬拉巴爾拉丁天主教徒、盎格魯印度人以及納入南印度聯合教會的馬拉巴爾拉丁天主教徒。
馬哈拉什特拉邦政府給予東印度天主教徒的OBC保留福利。

### 被列為OBC的重要政治社會群體
- 在中央維護的OBC名單上[61]及分別列在果阿邦,[62]古吉拉特邦,[63]達曼-第烏,[64]達德拉-納加爾哈維利,[65]卡納塔卡邦,[66][67]馬哈拉什特拉邦,[68]OBC名單上的科立人（英语：Koli）[69]
- 在中央維護的OBC名單上[70][71]及卡納塔卡邦OBC名單上的[72]拉傑普特人。
- 在阿薩姆邦、恰蒂斯加爾邦、古吉拉特邦、哈里亞納邦、中央邦、拉賈斯坦邦、北方邦和泰倫加納邦被列為OBC名單上的洛迪人（英语：Lodhi (caste)）人，而在這些邦之外，他們則被列為高種姓（英语：Forward caste） 。[73]
- 在拉賈斯坦邦被列在OBC名單上的比什諾伊人（英语：Bishnoi）。[74]
- 在中央維護的OBC名單上[75][76][77]及在拉賈斯坦邦CBC名單上的蘇那人（英语：Sunar） 。[78]
- 在中央維護的OBC名單上[79]及在坦米爾那都邦OBC名單上的[80]卡特里人。
- 在卡納塔卡邦，卡邦瓦迪亞王朝（英语：Wadiyar dynasty）後裔，冠有烏爾斯（英语：Urs (surname)）姓氏的社群。 [81]
- 在中央維護的OBC名單上的古吉拉特邦卡提人（英语：Kathi people）。[82]
- 在喀拉拉邦OBC名單上的伊扎瓦人。[83]
- 在中央維護的OBC名單上的阿洪姆人 。[84]
- 在拉賈斯坦邦、喜馬偕爾邦、德里、北阿坎德邦、北方邦、中央邦、旁遮普邦及恰蒂斯加爾邦各邦OBC名單上的賈特人。只有在拉賈斯坦邦的賈特人（但在巴拉特普爾和脫爾布爾兩地的除外）名列中央維護的OBC名單上。[85][86]
- 在許多邦（如北方邦、中央邦、恰蒂斯加爾邦、德里、哈里亞納邦、拉賈斯坦邦、古吉拉特邦、馬哈拉什特拉邦比哈爾邦、賈坎德邦，但旁遮普邦除外）的阿希爾人（英语：Ahir）/亞達夫人名列邦OBC名單中。[87][88]

### 列入OBC名單的婆羅門及其他祭司社群
- 在馬哈拉什特拉邦、喀拉拉邦及卡納塔卡邦的薩拉斯瓦蒂婆羅門。[89][90]
- 在拉賈斯坦邦、中央邦、哈里亞納邦、旁遮普邦及德里的婆利伽瓦（英语：Bhargava）（或稱卓羲（英语：Joshi）婆羅門）。[91]
- 在拉賈斯坦邦的卡塔哈婆羅門（英语：Kattaha Brahmin）。[91]
- 在坦米爾那都邦[92]及喀拉拉邦[93]的索拉什特拉人（英语：Saurashtra people）。
- 高斯瓦米人（英语：Goswami）、納特人 (Nath)、喬吉人（英语：Jogi）、尤吉ren（英语：Jogi (caste)） 、吉里婆羅門 (Giri Brahmin) 在某些邦的分類有所不同：
  - 在阿薩姆邦、喜馬偕爾邦、查謨和克什米爾邦、哈里亞納邦、旁遮普邦以及比哈爾邦的中央維護OBC名單中，他們被列為已公告的一般類別 (notified general categories)。
  - 在北方邦、北阿坎德邦、賈坎德邦、拉賈斯坦邦和古吉拉特邦，他們則被列入各邦的OBC名單。
- 迪曼（Dhiman）及賈吉德（英语：Jangid）婆羅門列入昌迪加爾、[94] 德里、[95]哈里亞納邦、[96]喜馬偕爾邦、[97]旁遮普邦、[98]北方邦、[99]北阿坎德邦、[100]的OBC名單中
- 拜拉吉婆羅門（英语：Bairagi (caste)）列入昌迪加爾、[94]恰蒂斯加爾邦、[101]德里、[95]哈里亞納邦、[96]喜馬偕爾邦、[97]賈坎德邦、[102]中央邦、[103]奧迪薩邦、[104]旁遮普邦、[98]北方邦、[99]北阿坎德邦、[100]的OBC名單中
- 古拉夫人（英语：Gurav）（或稱塞夫婆羅門（Shaiva Brahmin））列入馬哈拉什特拉邦OBC名單中。[105]

## 印度各邦的種姓調查
1. 1968年喀拉拉邦社會經濟調查：於1968年，由印度共產主義政治家E·M·S·南布迪里巴德領導的政府下令對喀拉拉邦的每位居民進行社會經濟調查，以評估種姓不平等狀況。直到2011年印度舉行人口普查為止，這項調查是印度獨立後唯一一次進行的基於種姓的統計。這項調查的結論並不明確，因為它將幾個不相關的種姓合併為一個群體（例如，將安巴拉瓦西人（英语：Ambalavasi）和坦米爾婆羅門 (Tamil Brahmins) 與馬拉亞利人婆羅門 (Malayali Brahmins) 歸為一類）。調查發現屬於高種姓的個人擁有更多土地，且人均收入相對高於一般人口。調查顯示該邦33%的人口屬於優勢種姓，其中近一半是聖多馬基督徒。根據調查，13%的婆羅門、6.8% 的敘利亞-瑪拉巴禮天主教會信徒、5.4%的馬蘭卡拉正教會（英语：Malankara Orthodox Syrian Church）信徒和4.7%的奈爾人擁有超過5英畝的土地。相比之下，只有1.4%的伊扎瓦人、1.9%的穆斯林和0.1%的表列種姓擁有相同數量的土地。[106]
2. 泰倫加納邦2014年Samagra Kutumba調查[2022 年發布]：報告顯示泰倫加納邦約3,690萬的人口分佈於各個種姓群體。表列種姓和表列部落分別約佔人口的18.48%和11.74%。大多數人口屬於落後種姓，佔總人口的51%，由於多起訴訟，這項調查結果從未公開 。[107][108]OBC佔16.03%，而宗教少數群體則佔人口的10.65%。[109]
3. 卡納塔卡邦2015年種姓普查 [110][狀態不明]：由時任首席部長的Siddaramaiah（英语：Siddaramaiah）於2014年下令進行的社會和教育調查，以為卡納塔卡邦的OBC保留名額提供依據，截至2023年仍未公佈調查結果。[111]這項由卡納塔克邦落後階層委員會發起的調查，動用1.6萬名政府雇員，對約1.3億戶家庭進行地毯式走訪，耗資1.69億盧比。然而已經過八年，歷經多屆政府，且多位政治領導人反覆呼籲，該報告卻仍未發表。爭議圍繞著，包括H Anjaneya和Kota Shrinivas Poojary在內的歷任社會福利部長都將延遲歸咎於資料整理不完整以及由國會議員Jayaprakash Hegde領導的邦落後階層委員會未提交報告。一些消息來源則暗示，政治壓力以及可能對該邦權力結構造成的潛在劇變，特別是對於傳統上佔主導地位的沃卡利加人（英语：Vokkaliga）和靈驗派（英语：Lingayats）社群，是該報告未公開的原因。[112]於2023年6 月，由Siddaramaiah領導的卡納塔卡邦印度國民大會黨政府已決定接受2015年的社會經濟種姓調查報告，這可能會引發爭議，因為此份報告揭示沃卡利加人和靈驗派的人口數低於普遍認知，而達利特才是最大的人口群體。[113]
4. 北阿坎德邦 OBC 調查 [進行中]：北阿坎德邦目前正在進行的OBC調查遭遇到嚴重的延誤和數據準確性問題，導致單一成員專門委員會介入。各個地區都報告有不遵守調查準則的情況，包括在卡蒂馬等地出現依賴過時數據而非進行新的入戶調查。對此，委員會已取消有缺陷的調查，命令在15天內重新進行，並將負責官員調離。金巴沃德和達爾丘拉兩地也採取類似的糾正措施。儘管經過如此安排，委員會仍未收到任何完成的數據，甚至連該邦首府德拉敦的數據也欠缺，調查的結束期限已延長至2023年6月。[114]
5. 比哈爾邦2022年種姓普查：[115]2022年比哈爾邦種姓普查的第一份報告於2023年10月2日發佈。報告顯示在該邦1.307億的人口中，極度落後階層（EBCs）佔36.01%，[116][117]OBCs和EBCs合計佔比哈爾邦總人口的63%。[118][119]該邦議會於2023年10月2日通過一項法案，規定在政府工作和教育機構中實施65%的種姓配額，不包括10%的經濟弱勢階層 (EWS) 配額。[120][121][122][123]新的保留配額百分比如下：表列種姓佔20%，表列部落佔2%，落後階層佔18%，極度落後階層佔25%，而高種姓中的經濟弱勢階層則佔10%。
6. 奧里薩邦2023年落後階層調查 [124][進行中]：奧迪薩邦政府於2023年5月1日啟動一項針對邦政府公告的211個社會及教育落後階層 (Socially and Educationally Backward Classes, SEBC) 的全面調查，預計於2023年6月29日前完成。這項調查由奧迪薩邦落後階層委員會 (Odisha State Commission for Backward Classes, OSCBC) 在邦內所有314個區塊和114個城市地方機構中進行，採用線上和線下兩種方式。以評估社會和教育落後狀況，考量職業和教育資格等多項指標。最初，數據提交中心設在安根瓦迪機構（英语：Anganwadi）和各種PDS (公共分配系統) 網點，但後來在特別調查活動中也採用入戶數據採集方法。預計編纂後的數據將在調查完成五個月後公佈。[125]這項調查是根據1993年的《OSCBC法案》和2020年的《OSCBC（修正案）》進行，允許戶主或資深個人提供家庭數據，包括配給卡（英语：Ration card (India)）、Aadhaar（英语：Aadhaar）卡（印度的生物辨識身分證制度）或選民身份證詳細資料。[126]
7. 北方邦落後階層委員會城鄉地方機構OBC配額報告[127][128][進行中]：確定城鄉地方機構選舉中落後階層配額的最終報告預計將在2023年6月前公布。該落後階層委員會 (Backward Classes Commission) 計劃在三個月內提交初步報告。委員會將根據最高法院和高等法院關於市級機構選舉中OBC保留名額的指導方針，收集落後階層的實證數據。委員會的工作包括從地區官員處收集數據、研究其他邦的流程，以及處理來自政黨的反對意見。[129]
8. 哈里亞納邦落後階層委員會主席報告。[130]

## 外部連結
- Ministry of Social Justice & Empowerment, Government of India
- National Commission for Backward Classes, central list by state